# وسام الشفقة

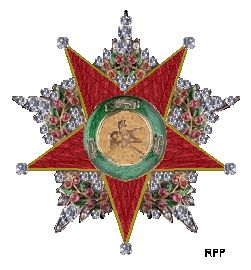
وسام الشفقة في الدولة العثمانية

وسام الشفقة أو نيشان الشفقة (بالتركية الحديثة: Şefkat Nişanı) هو وسام عثماني أنشأه السلطان عبد الحميد الثاني سنة 1878، وكان يُمنح للخيّرات من النساء.

## من مشاهير الحاصلات على الوسام
- أمينة هانم إلهامي
- أوغستا فيكتوريا من شلسفيغ-هولشتاين[3]
- خالدة أديب (1899)
- زيتا من بوربون بارما[4]
- فاطمة توبوز (1899، تقديرًا لجهودها في مساعدة ضحايا الحرب التركية اليونانية)
- الليدي لايارد، زوجة السير أوستن هنري لايارد، سفير بريطانيا لدى الدولة العثمانية.
- الشاعرة نكار هانم